# Oedelsheimer Kreis
Oedelsheimer Kreis ist die Bezeichnung einer Gruppe von Pädagogen und einer Pädagogin, die 1989/90 in Oedelsheim (Oberweser) das Jahrbuch für Pädagogik gründeten und für deren wissenschaftliche Herangehensweise die Verknüpfung von Gesellschaftsgeschichte und Pädagogik zentral war. In dieser Tradition treffen sich dort seither regelmäßig die Erziehungs- und Gesellschaftswissenschaftler, die das Jahrbuch für Pädagogik herausgeben.

## Geschichte und Selbstverständnis
Erstmals im Januar 1989 traf sich in Oedelsheim ein Kreis von Erziehungswissenschaftlern, die den in der universitären Pädagogik vorherrschenden Strömungen kritisch gegenüberstanden. Zu ihnen gehörten neben dem Paderborner Erziehungswissenschaftler Wolfgang Keim, der das Treffen angeregt hatte, die an der TH Darmstadt lehrenden Pädagogen Hans-Jochen Gamm und Gernot Koneffke, der Frankfurter Erziehungswissenschaftler Karl Christoph Lingelbach, Kurt Beutler von der TU Hannover, Ulla Bracht und Hasko Zimmer von der Universität Münster, die Berliner Schulhistoriker Gerd Radde und Ulrich Wiegmann sowie der Pädagogik-Historiker und Nationalsozialismus-Forscher Klaus Himmelstein. Anlass des Treffens war eine Auseinandersetzung innerhalb der westdeutschen Erziehungswissenschaft über den Umgang mit der nationalsozialistischen Vergangenheit des Faches, die sich vor allem an der Person Theodor Wilhelms entzündet hatte, der – obgleich exponierter NS-Pädagoge – in der akademischen Pädagogik der Bundesrepublik wieder eine prominente Rolle eingenommen hatte. Mit einer ersten Publikation – „Erziehungswissenschaft und Nationalsozialismus – Eine kritische Positionsbestimmung“ – und einem gemeinsamen Auftritt des Kreises auf zwei Veranstaltungen zur Frage der NS-Vergangenheit auf dem Bielefelder DGfE-Kongress 1990 etablierte sich der Oedelsheimer Kreis als wichtige Stimme kritischer Erziehungswissenschaft.
Seit 1990 stellte sich dem Kreis ein zweites konstitutives Thema und zugleich ein weiteres Feld der Kontroverse mit dem Mainstream des Faches, nämlich die Probleme der „Diskriminierung“ und „Abwicklung“ der pädagogischen Forschung in der DDR. Der Oedelsheimer Kreis sah es als seine Aufgabe an, die auch in Westdeutschland an den Rand gedrängten gesellschaftskritischen und materialistischen Zugänge zur pädagogischen Wissenschaft zu erhalten. Die Meinungsverschiedenheiten jener Jahre gaben den Anstoß zur Gründung des Jahrbuchs, dessen erster Band, „Erziehungswissenschaft im deutsch-deutschen Vereinigungsprozess“ auf dem Kongress der DGfE 1992 in Berlin der Öffentlichkeit präsentiert wurde.
Seit der Jahrtausendwende schieden die Gründungsherausgeber aus Altersgründen nach und nach aus, und der Kreis der Herausgeber verändert sich seither. Die kritische Bearbeitung und Reflexion neuer Themen, wie z. B. globale Transformationen, Transhumanismus oder Inklusion, und ihr Stellenwert für die Pädagogik ergänzen die Agenda.